# 沖縄県道187号座間味港線
沖縄県道187号座間味港線（おきなわけんどう187ごう ざまみこうせん）は沖縄県島尻郡座間味村座間味の座間味村役場と座間味港とを結ぶ一般県道。

## 概要

### 区間
- 起点：島尻郡座間味村字座間味（座間味村役場）
- 終点：島尻郡座間味村字座間味（座間味港）
- 総延長：129m（実延長も同じ）

### 通過自治体
- 島尻郡座間味村（座間味島）

### 主要施設
- 座間味村役場（起点）
- 座間味港（終点）

## 歴史
- 1953年（昭和28年）に琉球政府道座間味座間味港線として指定（のちに政府道座間味港線に）。1972年（昭和47年）の本土復帰と同時に県道となった。